# Grundwasserspiegel

Schematische Darstellung des Grundwasserspiegels:
1. Grundwasser; 2. wasserundurchlässige Schichten;
3. Infiltrationszonen; 4. artesischer Brunnen;
5. Grundwasserspiegel; 6. subartesischer Brunnen; 7. Quelle

Der Grundwasserspiegel, auch Grundwasserlinie, Grundwasserstand oder Grundwasserpegel genannt, ist die Ausgleichsfläche zwischen dem Druck des Grundwassers und dem Druck der Atmosphäre.
Bei Bauprojekten ist häufig der Höchste Grundwasserstand (HGW) von Relevanz, der auch als Bemessungsgrundwasserstand bezeichnet wird.

## Grundwasserspiegel und Erdoberfläche
Der Grundwasserspiegel folgt in etwa dem Verlauf der über ihm liegenden Erdoberfläche und steigt oder sinkt nach kräftigen Regenfällen beziehungsweise in Trockenperioden.
Oberhalb des Grundwasserspiegels befindet sich der für das Pflanzenwachstum wichtige Kapillarsaum des Grundwassers.
Sofern die obere Begrenzung eines Grundwasserleiters nicht durch undurchlässige Schichten begrenzt wird, herrschen ungespannte Verhältnisse vor. Ist die obere Grenze ein Grundwassernichtleiter, können gespannte Verhältnisse vorliegen. Das bedeutet, dass das sogenannte hydraulische Potenzial höher liegt als die tatsächliche Grundwasseroberfläche (artesische Spannung, artesischer Brunnen).

## Abflüsse
Natürlicherweise herrschen effluente Verhältnisse vor, weil der Grundwasserspiegel in Flussnähe absinkt und Grundwasser aus dem Grundwasserleiter in die Vorflut abfließt.
Durch besondere Verhältnisse (Flut, Uferfiltration) kann der Wasserspiegel eines offenen Gewässers höher als das hydraulische Potenzial des Grundwassers sein. Dann spricht man von influenten Verhältnissen (Wasser fließt in den Grundwasserleiter hinein).
Wenn der Grundwasserspiegel die Erdoberfläche erreicht, entstehen dort Quellen oder Grundwasserblänken (in ariden Gebieten Oasen). Spezialfälle sind Grundwasseraustritte im Meer, die allerdings immer in Küstennähe vorkommen.

## Messung
Die Höhe des Grundwasserspiegels wird in Grundwassermessstellen oder Brunnen mit einer Brunnenpfeife oder einem Kabellichtlot als Abstichmaß zwischen der Oberkante des Rohres und dem Grundwasserspiegel (genauer: der Grundwasserdruckfläche) gemessen. Die daraus errechnete Höhe wird in Bezug auf NN oder in Metern unter Geländeoberkante (Flurabstand) angegeben.
Einige Städte und Bundesländer betreuen ein eigenes Netz an Grundwassermessstellen und stellen die gemessenen Werte öffentlich zur Verfügung.

## Veränderung

### Absenkung
Durch Grundwasserförderung kommt es zur Absenkung des Grundwasserspiegels, es bildet sich ein unterirdischer Absenkungstrichter. Dies geschieht bei der Trinkwassergewinnung (siehe als Beispiel die aktuelle Entwicklung in Vittel), für Baugruben im Grundwasserbereich oder um den Tagebau zu ermöglichen.
Die Grundwasserabsenkung kann weitreichende Folgen für die Vegetation haben. Der Kapillarsaum verlagert sich in größere Tiefen. Wurzeln von Bäumen und Feldfrüchte verlieren den Anschluss an das Grundwasser, Waldsterben und großflächige Dürreschäden können auftreten.

### Anstieg
Ein Anstieg des Grundwasserspiegels kann durch eine verminderte Grundwasserförderung, höhere Grundwasserneubildung, steigende Oberflächengewässerspiegel oder durch künstliche Grundwasseranreicherung bzw. Wiedervernässung verursacht werden.
Auch die Anhebung des Grundwasserspiegels kann erhebliche negative Folgen haben, wie Waldsterben aufgrund der Vernässung (teilweise auch Versalzung) des Wurzelraumes oder Feuchtigkeitsschäden in Bauwerken. Um dies zu verhindern, werden neue Gebäude heutzutage meistens in einer wasserundurchlässigen Wanne aus WU-Beton oder aus Beton mit zusätzlichen abdichtenden Materialien errichtet, auch Weiße Wanne genannt.